# 维尔斯贝格
维尔斯贝格是德国巴伐利亚州的一个市镇。总面积17.21平方公里，总人口1907人，其中男性906人，女性1001人（2011年12月31日），人口密度111人/平方公里。